# British Empire Games 1930
De eerste British Empire Games, een evenement dat tegenwoordig onder de naam Gemenebestspelen bekend is, werden gehouden van 16 tot en met 23 augustus 1930 in Hamilton, Canada. Er namen elf teams deel aan deze spelen.
De openingsceremonie en een groot gedeelte van de wedstrijden vond plaats in het hiervoor gebouwde ‘Civicstadion’ (nu bekend als het Ivor Wynne Stadium), de overige wedstrijden op en in de accommodaties van de ’Prince of Wales School’.
Bij deze Spelen werd voor het eerst gebruik gemaakt van een erepodium voor de winnaars van de wedstrijden. 

## Deelnemende teams

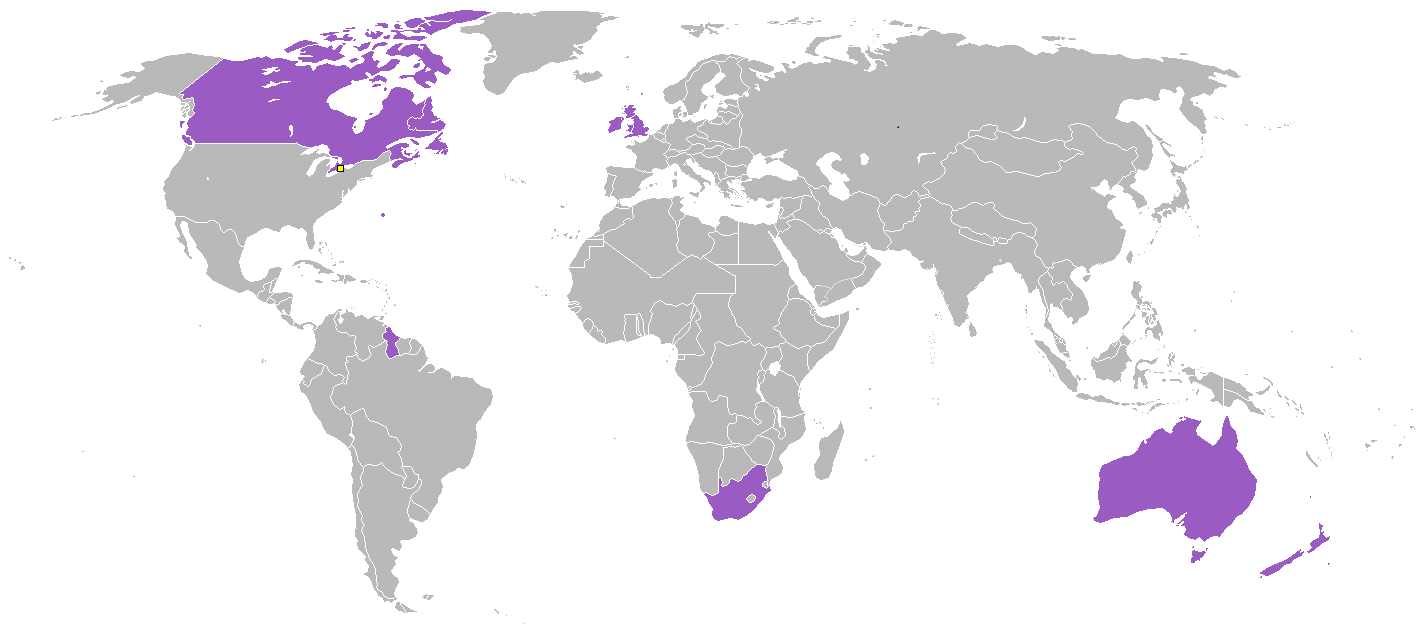
Deelnemende teams

## Sporten
| Sport                            | Onderdelen | Onderdelen | Onderdelen |
| Sport                            | Tot.       | M          | V          |
| -------------------------------- | ---------- | ---------- | ---------- |
| Atletiek                         | 21         | 21         | 0          |
| Boksen                           | 8          | 8          | 0          |
| Bowls                            | 3          | 3          | 0          |
| Roeien                           | 5          | 5          | 0          |
| Worstelen                        | 7          | 7          | 0          |
| Zwemsport Schoonspringen Zwemmen | 4 11       | 2 6        | 2 5        |
| Totaal                           | 59         | 52         | 7          |

## Medailleklassement
|        | Land            | Goud | Zilver | Brons | Totaal |
| ------ | --------------- | ---- | ------ | ----- | ------ |
| 1      | Engeland        | 25   | 23     | 13    | 61     |
| 2      | Canada          | 20   | 15     | 19    | 54     |
| 3      | Zuid-Afrika     | 6    | 4      | 7     | 17     |
| 4      | Nieuw-Zeeland   | 3    | 4      | 2     | 9      |
| 5      | Australië       | 3    | 4      | 1     | 8      |
| 6      | Schotland       | 2    | 3      | 5     | 10     |
| 7      | Wales           | 0    | 2      | 1     | 3      |
| 8      | Brits-Guiana    | 0    | 1      | 1     | 2      |
| 9      | Ierse Vrijstaat | 0    | 1      | 0     | 1      |
| Totaal | Totaal          | 59   | 57     | 49    | 165    |

Atletiek · Boksen · Bowls · Roeien · Schoonspringen · Worstelen · Zwemmen
1930 ·
1934 ·
1938 ·
1950 ·
1954 · 
1958 · 
1962 · 
1966 ·
1970 · 
1974 ·
1978 ·
1982 ·
1986 ·
1990 ·
1994 ·
1998 ·
2002 ·
2006 ·
2010 ·
2014 ·
2018 ·
2022 ·
2026